# Národní fotbalová liga 1974/1975
V soubojích 6. ročníku Národní fotbalové ligy 1974/75 se utkalo 16 týmů po dvou skupinách dvoukolovým systémem podzim - jaro.

## Skupina A
Zdroj: 
| Poř. | Tým                           | Z  | V  | R  | P  | VG | OG | B  |
| ---- | ----------------------------- | -- | -- | -- | -- | -- | -- | -- |
| 1.   | SK UD Příbram                 | 30 | 17 | 7  | 6  | 47 | 22 | 41 |
| 2.   | TJ VTŽ Chomutov               | 30 | 15 | 9  | 6  | 49 | 29 | 39 |
| 3.   | VTJ Dukla Žatec               | 30 | 15 | 7  | 8  | 60 | 39 | 37 |
| 4.   | TJ Spartak Ústí nad Labem     | 30 | 12 | 10 | 8  | 37 | 31 | 34 |
| 5.   | VTJ Dukla Tábor               | 30 | 12 | 9  | 9  | 40 | 29 | 33 |
| 6.   | TJ Baník Most                 | 30 | 13 | 7  | 10 | 38 | 32 | 33 |
| 7.   | TJ Baník Sokolov              | 30 | 12 | 7  | 11 | 56 | 46 | 31 |
| 8.   | TJ Dynamo České Budějovice    | 30 | 12 | 6  | 12 | 46 | 36 | 30 |
| 9.   | TJ Kovostroj Děčín            | 30 | 10 | 10 | 10 | 44 | 41 | 30 |
| 10.  | TJ Kaučuk Kralupy nad Vltavou | 30 | 10 | 8  | 12 | 41 | 48 | 28 |
| 11.  | TJ Rudá hvězda Cheb           | 30 | 9  | 8  | 13 | 37 | 51 | 26 |
| 12.  | TJ VS Tábor                   | 30 | 7  | 10 | 13 | 23 | 29 | 24 |
| 13.  | TJ Chemička Ústí nad Labem    | 30 | 9  | 6  | 15 | 35 | 57 | 24 |
| 14.  | TJ Slovan Varnsdorf           | 30 | 8  | 8  | 14 | 32 | 60 | 24 |
| 15.  | TJ Rudá hvězda Sušice         | 30 | 7  | 9  | 14 | 37 | 54 | 23 |
| 16.  | TJ Slavia Karlovy Vary        | 30 | 10 | 3  | 17 | 36 | 55 | 23 |

Poznámky:
- Z = Odehrané zápasy; V = Vítězství; R = Remízy; P = Prohry; VG = Vstřelené góly; OG = Obdržené góly; B = Body

|  | Postup do 2. československé fotbalové ligy 1975/76 |
|  | Sestup do Divize A 1975/76                         |

## Skupina B
Zdroj: 
| Poř. | Tým                                 | Z  | V  | R  | P  | VG | OG | B  |
| ---- | ----------------------------------- | -- | -- | -- | -- | -- | -- | -- |
| 1.   | TJ VP Frýdek-Místek                 | 30 | 19 | 6  | 5  | 51 | 16 | 44 |
| 2.   | TJ ŽD Bohumín                       | 30 | 16 | 12 | 2  | 51 | 22 | 44 |
| 3.   | TJ Gottwaldov                       | 30 | 20 | 3  | 7  | 57 | 25 | 43 |
| 4.   | TJ NHKG Ostrava                     | 30 | 16 | 8  | 6  | 46 | 22 | 40 |
| 5.   | TJ Slovácká Slavia Uherské Hradiště | 30 | 15 | 2  | 13 | 43 | 39 | 32 |
| 6.   | TJ Slezan Frýdek-Místek             | 30 | 12 | 6  | 12 | 35 | 37 | 30 |
| 7.   | TJ Baník Ostrava OKD „B“            | 30 | 10 | 8  | 12 | 49 | 37 | 28 |
| 8.   | TJ Sklostroj Turnov                 | 30 | 11 | 6  | 13 | 30 | 36 | 28 |
| 9.   | TJ Sigma MŽ Olomouc                 | 30 | 11 | 6  | 13 | 37 | 49 | 28 |
| 10.  | TJ Ostroj Opava                     | 30 | 11 | 5  | 14 | 37 | 44 | 27 |
| 11.  | TJ Sparta ČKD Praha „B“             | 30 | 10 | 7  | 13 | 28 | 40 | 27 |
| 12.  | TJ Zbrojovka Vsetín                 | 30 | 10 | 7  | 13 | 26 | 39 | 27 |
| 13.  | TJ Viktoria Žižkov                  | 30 | 10 | 6  | 14 | 35 | 40 | 26 |
| 14.  | TJ Auto Škoda Mladá Boleslav        | 30 | 11 | 3  | 16 | 31 | 34 | 25 |
| 15.  | AS Dukla Praha „B“                  | 30 | 6  | 7  | 17 | 24 | 46 | 19 |
| 16.  | TJ Meteor Praha 8                   | 30 | 4  | 4  | 22 | 20 | 74 | 12 |

Poznámky:
- Z = Odehrané zápasy; V = Vítězství; R = Remízy; P = Prohry; VG = Vstřelené góly; OG = Obdržené góly; B = Body

|  | Postup do 2. československé fotbalové ligy 1975/76 |
|  | Sestup do Divize B 1975/76                         |
|  | Sestup do Divize C 1975/76                         |

## Soupisky mužstev

### TJ Ostroj Opava
Josef Kružberský (-/0/-),
František Lopatka (-/0/-) –
Miroslav Beinhauer (-/6),
František Čuda (-/8),
Josef Drastík (-/3),
Jiří Dundr (-/0),
Erich Hartoš (-/1),
Horst Heider (-/4),
Jiří Knopp (-/1),
Zdeněk Knopp (-/5),
Luděk Laryš (-/2),
Jaromír Macháček (-/0),
František Metelka (-/3),
Emil Peterek (-/1),
Pavel Pivovarský (-/1),
Petr Skoumal (-/1),
Eduard Swiech (-/0),
Jiří Tomeček (-/0) –
trenér Evžen Hadamczik, asistent a vedoucí mužstva Karel Větrovec